# Turner Stadium
Turner Stadium – stadion piłkarski w Beer Szewie, w Izraelu. Może pomieścić 16 126 widzów. Swoje spotkania rozgrywają na nim piłkarze klubu Hapoel Beer Szewa, którzy przed jego otwarciem występowali na Vasermil Stadium. Obiekt został wybudowany w latach 2011–2015, a pierwszy mecz odbył się na nim 21 września 2015 roku (Hapoel Beer Sheva – Maccabi Hajfa 0-0). Stadion nosi imię Jacoba Turnera, burmistrza Beer Szewy w latach 1998–2008.